# Seiko Shimakage
Seiko Shimakage (jap. 島影 せい子 Shimakage Seiko; ur. 13 lipca 1949 w Sakacie) – japońska siatkarka. Srebrna medalistka igrzysk olimpijskich w Monachium i mistrzostw świata w piłce siatkowej kobiet w 1970.